# Dad Joke
Ein Dad Joke (dt. etwa Papa-Witz) ist ein Witz, der typischerweise als Wortspiel, als Einzeiler oder als Frage und Antwort präsentiert wird. Dad-Jokes sind im Allgemeinen nicht anstößig und werden mit aufrichtiger humorvoller Absicht erzählt oder um absichtlich eine genervt „stöhnende“ Reaktion wegen ihres flachen Humors zu provozieren. Dad-Jokes werden so genannt, weil sie dem Stereotyp zufolge Witze sind, die ein Vater oder eine ähnliche Figur (Onkel, Großvater) einem Kind erzählen würde.
Manche Papa-Witze gelten als Antiwitze, deren Humor auf einer Pointe beruht, die absichtlich nicht lustig ist. Beispiele hierfür sind Non Sequiturs wie: „F: Warum ist das Flugzeug in den Berg gestürzt? A: Weil der Pilot dumm wie Brot war.“

## Geschichte
Die genaue Entstehung des Begriffs „Dad-Joke“ ist unbekannt. Erstmals wurde er wohl von Jim Kalbaugh verwendet, der im Juni 1987 in der Gettysburg Times eine leidenschaftliche Verteidigung des Genres unter der Überschrift „Verbieten Sie die ‚Dad‘-Witze nicht; bewahren und verehren Sie sie“ schrieb.
Der Begriff „Dad Jokes“ wurde 2008 in der amerikanischen Sitcom How I Met Your Mother  und 2009 in der australischen Quizshow Spicks and Specks erwähnt.
Hierdurch erlangte das Genre wachsende Bekanntheit auf Social-Media-Plattformen; 2017 war #dadjokes einer der beliebtesten Hashtags auf Twitter. Die US-amerikanische Administration for Children and Families und der Ad Council starteten im August 2017 eine Kampagne mit dem Hashtag #dadjokesrule, um die zunehmende Popularität dieser Humorform zu nutzen und eine positive Vater-Kind-Kommunikation zu fördern. Lisa Sherman, Präsidentin und Geschäftsführerin des Ad Council, sagte: „Papa-Witze sind mehr als nur ein Trend; diese Witze sind ein Lächeln, Momente und Erinnerungen, die man mit einem der wichtigsten Menschen im Leben eines Kindes teilt.“
Im September 2019 nahm Merriam-Webster die Phrase „Dad Joke“ ins englische Wörterbuch auf.
Im Oktober 2021 stellte Men's Health 200 der „besten Dad-Jokes aller Zeiten“ zusammen und sortierte sie in die thematischen Kategorien „Witze“, „Aufstöhner“, „Krank“, „Elternschaft“ und „Meine Frau“.
Im Mai 2022 veröffentlichte Today eine Liste mit 225 Dad-Jokes im Genre Humor, stufte allerdings einige davon als „Eher für Erwachsene als für Kinder geeignet“ ein.

## Beispiele
Das Delaware News Journal nimmt in Anspruch, dass von allen US-Bundesstaaten in Pennsylvania und Delaware die meisten Papa-Witze zum Besten gegeben werden.
Ein Beispiel für einen Papa-Witz wäre, wenn ein Kind sagt: „Ich bin hungrig.“, worauf der Vater antwortet: „Hallo, Hungrig, ich bin Papa.“ Einer Umfrage aus dem Jahr 2023 zufolge, die unter 1500 amerikanischen Vätern und ihren Partnern durchgeführt wurde, war dieser Gag in neun US-Bundesstaaten der häufigste seiner Art und in den gesamten USA der am weitesten verbreitete.
- Frage: Wer sollte einem nie die Daumen drücken? Antwort: Der Folterknecht.
- F: Warum ist Zucker schlauer als Salz? A: Weil er raffiniert ist.
- F: Was essen Sanitäter besonders gern? A: Rettich.
- F: Was lebt im Dschungel und schummelt beim Spielen? A: Mogli.
- F: Was findet man im Urwald auf dem Boden? A: Urlaub.
- F: Was macht ein arbeitsloser Schauspieler? A: Er spielt keine Rolle.
- F: Was wird aus einem Waschbären im Fitnessstudio? A: Eine Waschmaschine!
- F: Was ist klug und hängt am Baum? A: Ein Gymnasiast.
- F: Warum summen Bienen? A: Weil sie den Text nicht kennen.